# Siddhartha Mishra

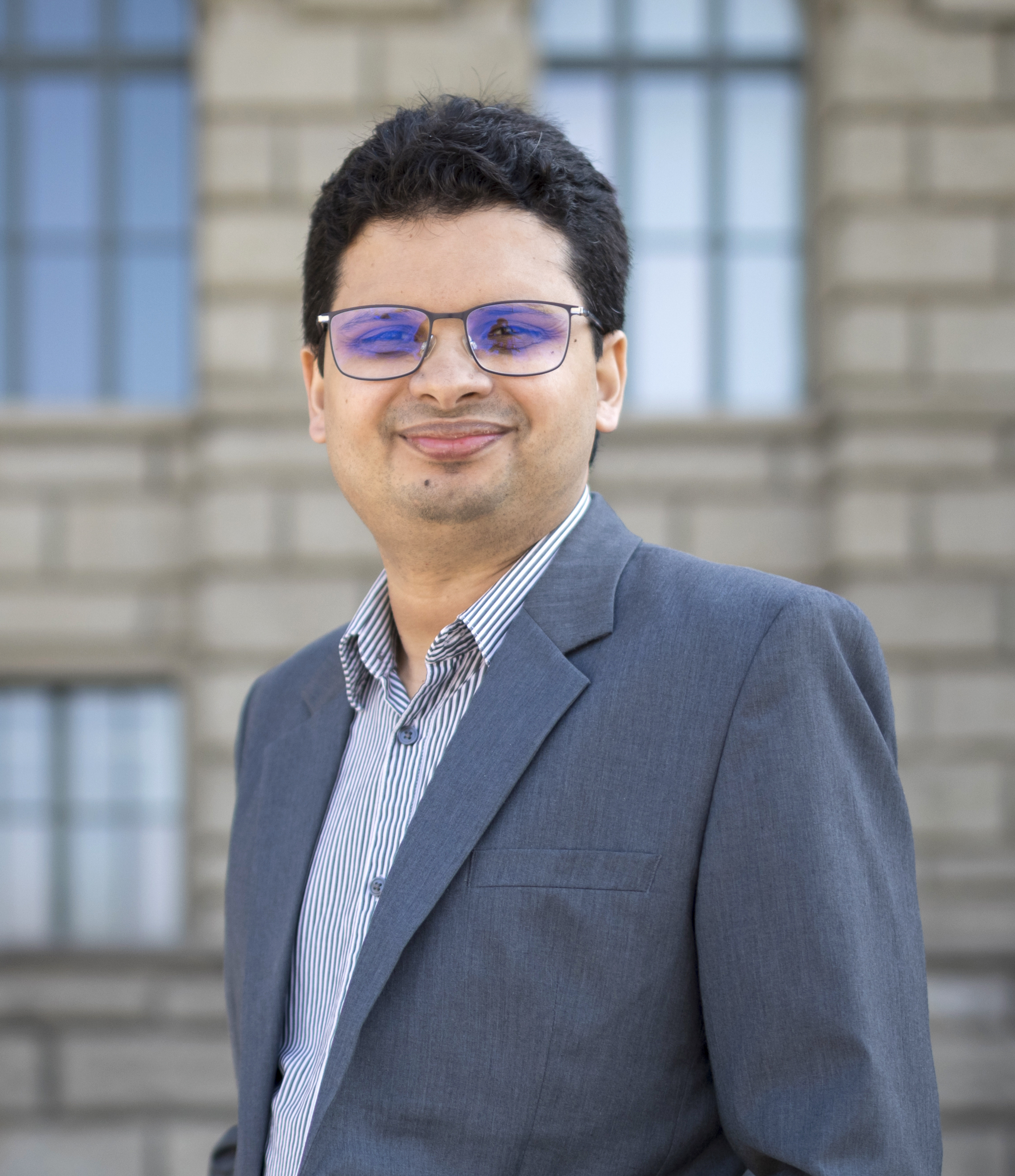
Siddhartha Mishra (2022)

Siddhartha Mishra (* 5. Mai 1980, auch fälschlich Siddharta Mishra) ist ein indischer Mathematiker und ordentlicher Professor für Mathematik an der ETH Zürich.

## Leben und Wirken
Mishra wuchs in Bhubaneswar, Hauptstadt des indischen Bundesstaates Odisha, auf. Dort studierte er Mathematik und Physik an der Utkal University mit Abschluss im Jahr 2000. Es folgte ein Master-Studium in Mathematical Sciences am Indian Institute of Science (IISc)-Tata Institute of Fundamental Research (TIFR) in Bangalore und das Doktorat mit Abschluss als Ph.D. in Applied Mathematics an demselben Institut 2005. Anschliessend war er in unterschiedlichen Funktionen am Center of Mathematics for Applications (CMA) der Universität Oslo in Norwegen tätig, zuletzt als ausserordentlicher Professor. 2012 wechselte er an die ETH Zürich, wo er vorerst ausserordentlicher Professor für Angewandte Mathematik wurde. Er ist seit 2015 ordentlicher Professor für Mathematik am Seminar für Angewandte Mathematik und leitet das Computational and Applied Mathematics Laboratory (CAMLab) der ETH Zürich. Des Weiteren ist er Mitglied des ETH AI Centers.
Er forscht in der Angewandten Mathematik, der Numerischen Analysis und der computergestützten Wissenschaft. Er entwickelt und berechnet statistische Lösungen für nichtlineare partielle Differentialgleichungen. Sein Fokus liegt auf Gleichungen, mit denen sich Strömungen modellieren lassen, da statistische Lösungen einen erfolgversprechenden Weg bieten, um komplexe Phänomene wie instabile und turbulente Strömungen zu beschreiben. Mishra kombiniert mathematische Theorien und Methoden mit effizienten Algorithmen und massiv-parallelen Computern. Für die von ihm entworfenen Algorithmen, die neue, exaktere Wettervorhersagen ermöglichen, wurde er 2023 mit dem Rössler-Preis geehrt.

## Weitere Tätigkeiten
- Entwicklungs-Koordinator mehrerer wissenschaftlicher Software-Programme
- Mitglied ETH Forschungs- und Informatikkommissionen
- Editor bei mehreren Fachzeitschriften

## Ehrungen
- 2012 Förderung durch ERC Starting Grant
- 2015 Richard-von-Mises-Preis der Gesellschaft für Angewandte Mathematik und Mechanik (GAMM): Für Pionierarbeit bei der Entwicklung der sogenannten immersed method mit schwacher Formulierung der Randbedingungen, Spline-basierten Kollokationsmethoden und hierarchischer Netzverfeinerung für Galerkin- und Spline-basierte Finite-Elemente-Methoden[7]
- 2017 Förderung durch ERC Consolidator Grant
- 2018 Jacques-Louis-Lions-Award in the field of computational mathematics[8]
- 2019 Infosys-Preis der Mathematik
- 2019 Collatz-Preis for his breakthrough contributions that skillfully combine modelling of real world problems and rigorous mathematical analysis with the development of efficient and accurate numerical schemes and high performance computing
- 2022 Germund-Dahlquist-Preis
- 2023 Rössler-Preis[9]